# Петросян, Леонард Георгиевич
Леона́рд Гео́ргиевич Петрося́н (арм. Լեոնարդ Գեորգիի Պետրոսյան; 13 октября 1953, Мартуни, НКАО, Азербайджанская ССР — 27 октября 1999, Ереван, Армения) — государственный и военный деятель Республики Армения и непризнанной Нагорно-Карабахской Республики.

## Биография
С 1961 по 1971 год учился в средней школе в Мартуни, по окончании которой с 1971 по 1973 год проходил срочную службу в рядах Советской армии.
С 1973 по 1974 год учился в Ереванском коммерческом институте (московский филиал), в 1979 году окончил Ереванский институт народного хозяйства по специальности «экономист».
С 1975 по 1988 год работал в системе общепита Мартунинского района, на винном заводе Геворгавана, в райкоме Мартуни.
С 1988 по 1991 год был заместителем, затем — председателем Агропромышленного комитета. Участвовал в карабахском движении.
С 1991 по 1992 год был исполняющим обязанности председателя исполкома Совета народных депутатов НКР, с сентября 1991 года был избран председателем областного совета НКАО.
С 1992 по 1994 год работал заместителем, затем начальником госуправления специальных программ Армении, был членом правительства Армении.
С 1994 по 1998 год был премьер-министром непризнанной НКР, будучи премьер-министром НКР с 20 марта по 8 сентября 1997 года исполнял обязанности исполнял обязанности Президента НКР.
С 1998 по 1999 год — заместитель министра обороны Армении, с июня по октябрь 1999 года занимал пост министра по оперативным вопросам Армении.
27 октября 1999 года погиб в результате теракта в армянском парламенте.

## Награды
Кавалер Ордена Боевого Креста I степени (1999).